# 妙高戸隠連山国立公園
妙高戸隠連山国立公園（みょうこうとがくしれんざんこくりつこうえん）は、新潟県と長野県にまたがる国立公園である。2015年に上信越高原国立公園から分離して成立した、比較的新しい国立公園である。

## 概要
長野県北部から新潟県にまたがり、野尻湖や妙高、戸隠を中心とする山々からなる。当初の上信越高原国立公園指定地域である三国山脈や志賀高原、浅間山地域とは大きく離れた飛地であるため、性格が全く異なる地域として分離指定された。

### 年表
- 1956年（昭和31年）7月10日 - 妙高・戸隠区域が上信越高原国立公園に追加指定。
- 2014年（平成26年）4月18日 - 環境省は上信越高原国立公園に1956年に追加指定された新潟南西部・長野北部の妙高・戸隠地域を分離して、平成26年度内に新たな国立公園として指定する方針を明らかにする[1]。
- 2015年（平成27年）1月20日 - 中央環境審議会は新潟南西部・長野北部の妙高・戸隠地域の分離について「妙高戸隠連山国立公園」（長野県・新潟県）として約4万ヘクタールを新たな国立公園に指定することを決め、望月義夫環境大臣に答申[2]。
- 2015年（平成27年）3月27日 - 官報で公示され「妙高戸隠連山国立公園」が正式に成立。
- 2016年（平成28年）7月19日 - 妙高戸隠連山国立公園連絡協議会を設立。
- 2018年（平成30年）10月1日～21日 - 登山道管理やライチョウ保護など費用確保を目的に入域料寄付実験（予定）[3]。
- 2020年（令和2年）7月1日 - 妙高市が主体となり妙高山・火打山における入域料寄付制度を本格導入[4]。

### 面積
総面積は39,772 ha

## 関係市町村

### 新潟県
糸魚川市、妙高市

### 長野県
長野市、小谷村、信濃町、飯綱町

## 主な名所
妙高山・焼山と妙高高原周辺・赤倉温泉及び周辺の温泉、黒姫山・戸隠山・飯縄山と飯綱高原。野尻湖とその周辺。雨飾山と周辺の小谷温泉、雨飾温泉。夢見平遊歩道。

## 風景

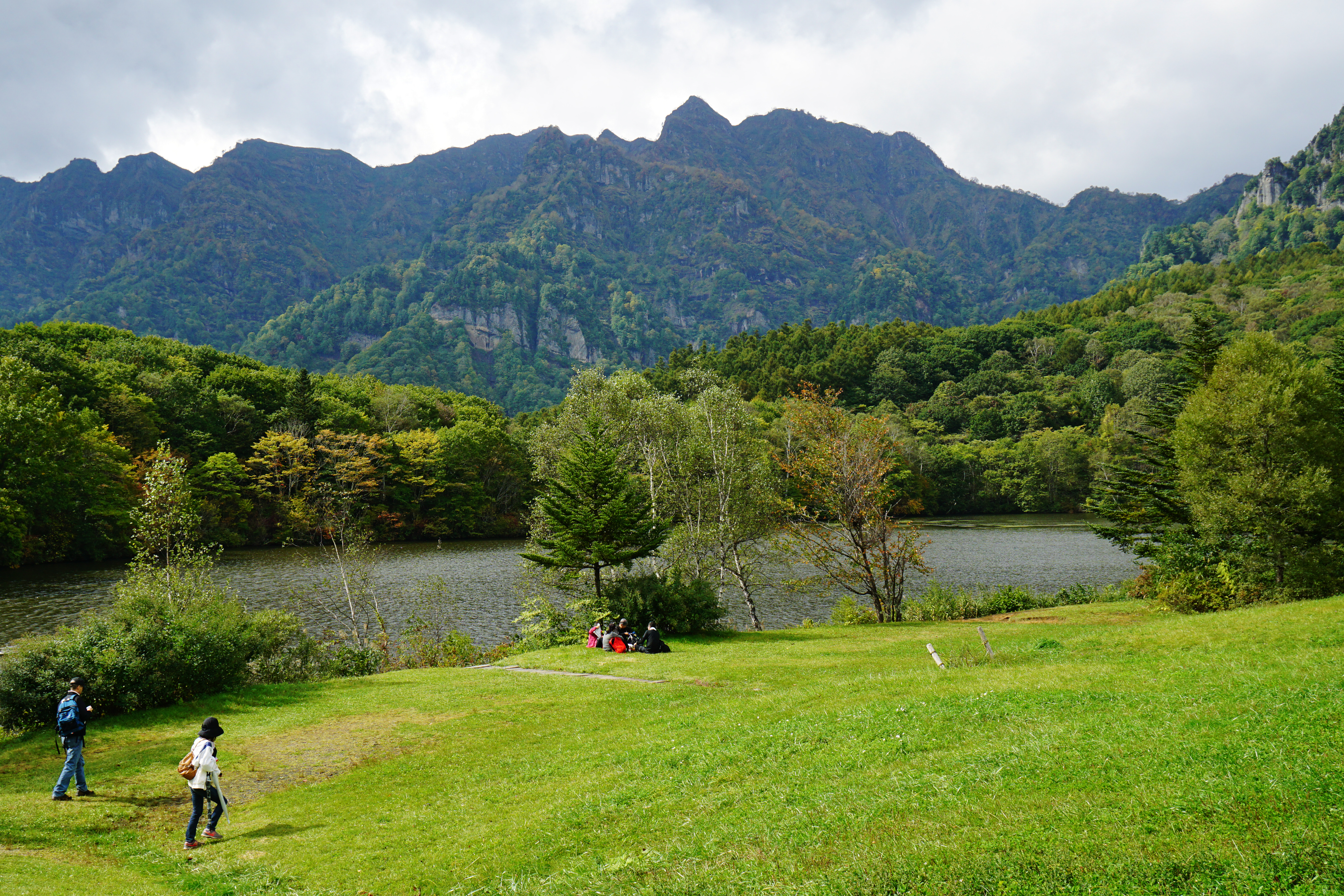
鏡池と戸隠連峰西岳と本院岳
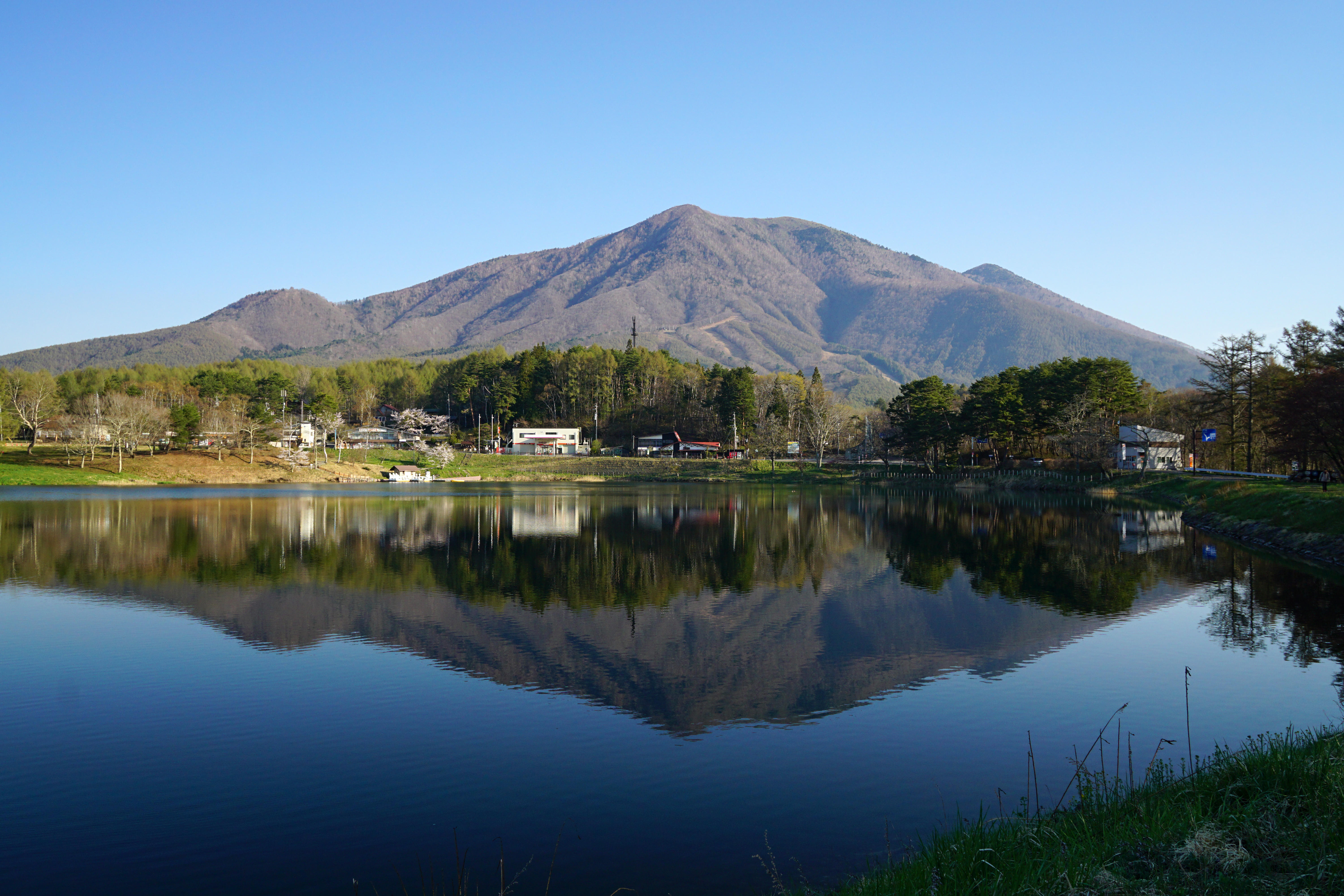
大座法師池と飯縄山
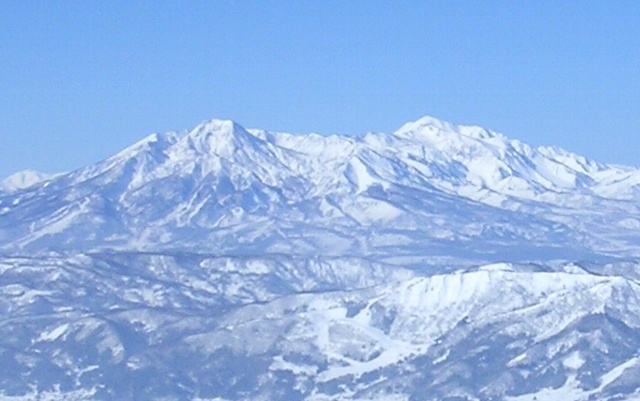
妙高山と火打山（野沢温泉スキー場から撮影）
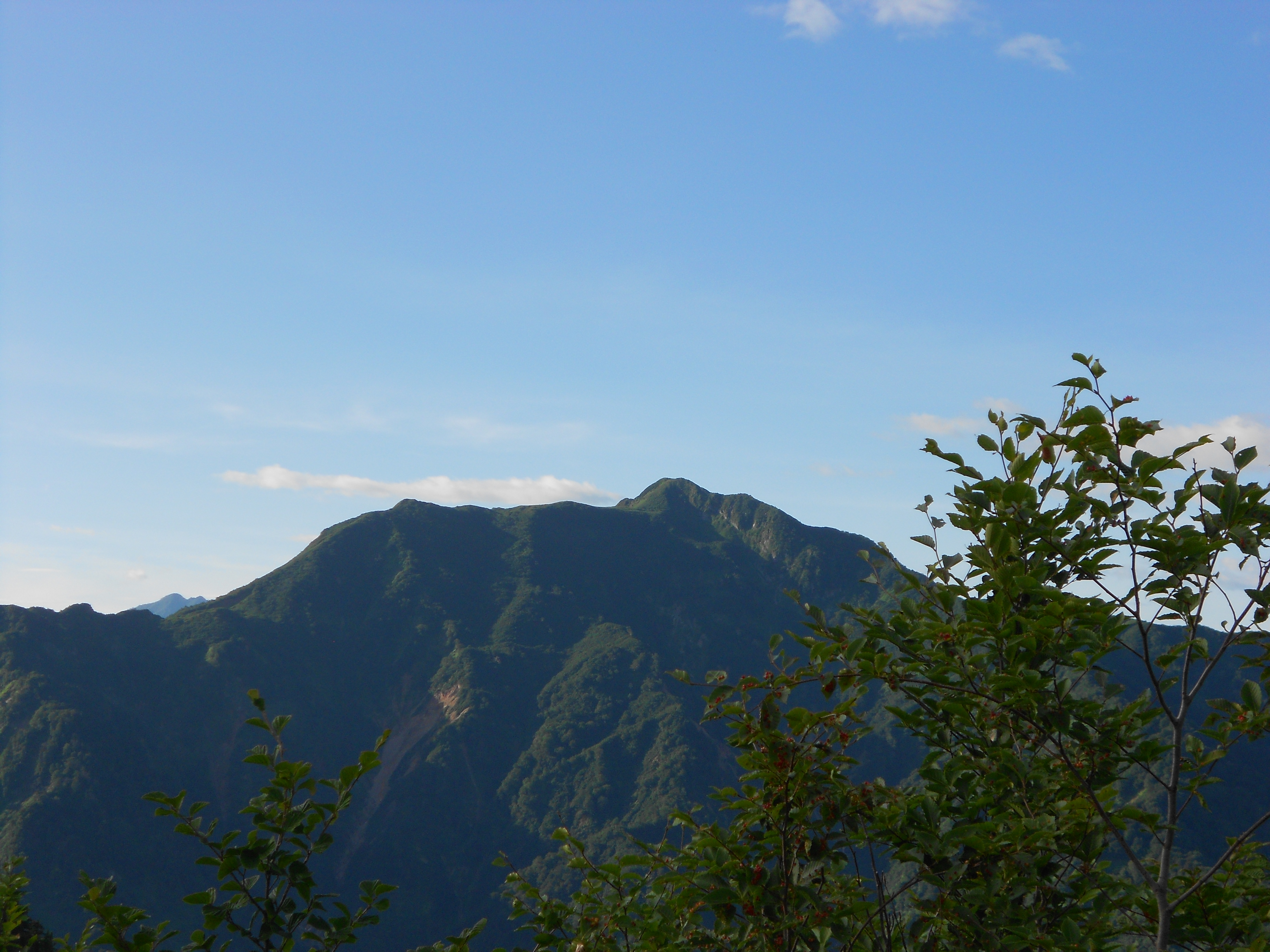
雨飾山

## 管理機関
- 信越自然環境事務所－長野市旭町1108 長野第1合同庁舎3F（全体統括）
- 環境省妙高高原自然保護官事務所－新潟県妙高市大字関川2279-2（担当：新潟県域）
- 環境省戸隠自然保護官事務所－長野県長野市戸隠豊岡1554 長野市戸隠支所3F（担当：長野県域）

## ビジターセンター

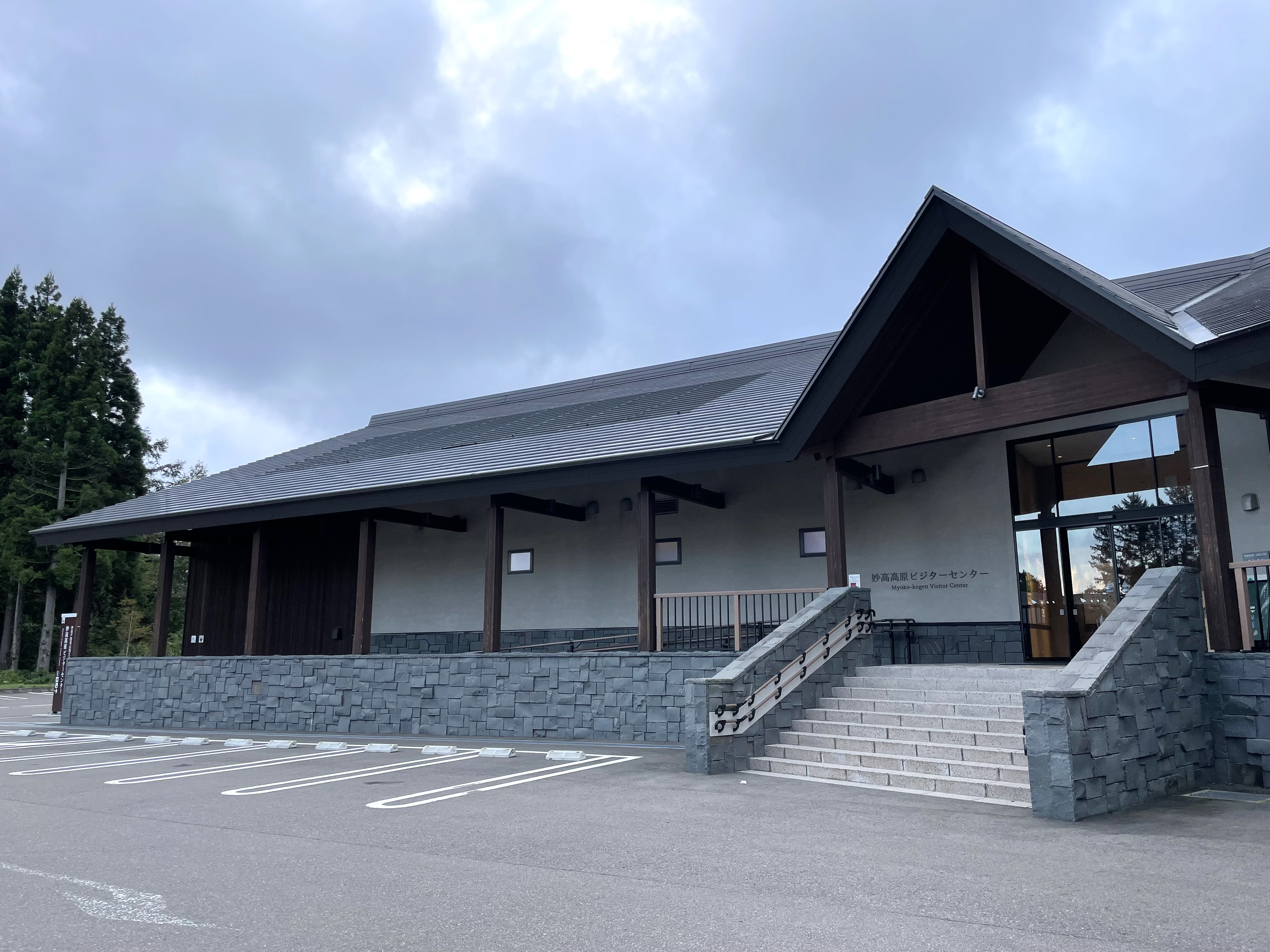
妙高高原ビジターセンター

利用者数は2008年（平成20年）。
| センター名               | 設置者 | 所在地                 | 利用者数（人） |
| ------------------------ | ------ | ---------------------- | -------------- |
| 妙高高原ビジターセンター | 新潟県 | 新潟県妙高市関川2248-4 | 59,439         |